# Heminothrus oromii
Heminothrus oromii är en kvalsterart som beskrevs av Morell och Subías 1991. Heminothrus oromii ingår i släktet Heminothrus och familjen Camisiidae. Inga underarter finns listade i Catalogue of Life.